# باب خلفي (حوسبة)
الأبواب الخلفية في نظام الحاسوب أو تطبيق غالبا ما تكون سرية، يتم إنشاءها من قبل مبرمجي التطبيق للسماح لهم بدخول التطبيق بكل سهولة.
كلمات السر الافتراضية يمكن أن تعمل كالأبواب الخلفية إذا لم يتم تغييرها من قبل المستخدم. التهديد من الأبواب الخلفية ظهر عندما أصبحت أنظمة التشغيل الشبكية وتعدد المستخدمين منتشرة على نطاق واسع.

## هجمات التسلل
بيترسن Petersen ناقش  "computer subversion"  في ورقة نشرت في وقائع المؤتمر AFIPS عام 1967 وأشاروا إلى فئة من هجمات التسلل النشطة التي تستخدم «الباب الخلفي» كنقاط دخول إلى النظام لتجاوز مرافق الأمن والسماح بالوصول المباشر إلى البيانات.
- الأبواب الخلفية قد تأخذ شكل الجزء المخفي من البرنامج، برنامج منفصل (على سبيل المثال الثقب الخلفي قد يدمر النظام من خلال الجذورالخلفية) أو ربما يكون على هيئة جهاز. تعد المداخل الخلفية معروفة على نطاق واسع ومتعددة في بعض الحالات، على الرغم من أن تركيبها يتم بشكل سري. تلك الأنواع من المداخل الخلفية لها استخدامات (مشروعة) مثل تزويد المصنعين بطريقة لاستعادة الأرقام السرية للمستخدمين. ربما تعمل بعض خصائص تصحيح الأخطاء كمداخل خلفية إذا لم يتم إزالتها في نسخة الإصدار.
- في عام 1993، حاولت حكومة الولايات المتحدة نشر نظام التشفير، وشريحة التشفير بمدخل خلفي واضح وذلك لتطبيق القانون ولأغراض الأمن القومي، إلا أن شريحة التشفير لم تنجح دوليا وفي مجال الأعمال.

## بعض النقاط الأساسية عن الأبواب الخلفية
1. هي نقطة دخول سرية إلى البرنامج.
2. تسمح بالدخول إلى البرنامج من خلال تجاوز الإجراءات الأمنية المعتادة.
3. أصبحت منتشرة يستخدمها مطوري البرامج.
4. التهديد من الأبواب الخلفية يكون عند مغادرة البرنامج فقد تسمح باستغلالها من خلال المهاجمين «الهكر».
5. تتطلب تطوير وتحديث جيد للبرمجيات حتى لا تُستغل من قبل «الهكر».